# کارل اشترکر
کارل اشترکر (به آلمانی: Karl Strecker) (۲۰ سپتامبر ۱۸۸۴ – ۱۰ آوریل ۱۹۷۳) نظامی بلندپایه آلمانی در دوره رایش سوم بود که فرماندهی یگان‌های مختلفی را در طول جنگ جهانی دوم بر عهده داشت.
اشترکر سال ۱۹۰۵ به نیروی زمینی امپراتوری آلمان پیوست و در جنگ جهانی اول میدان رزم را تجربه کرد. پس از جنگ از نیروی زمینی مرخص و جزو نیروهای پلیس شد و تا درجه سرهنگ دوم ترفیع گرفت. سال ۱۹۳۵ به نیروی زمینی بازگشت و پیش از آغاز جنگ جهانی دوم با درجه سرتیپ فرمانده لشکر هفتاد و نهم پیاده‌نظام شد. با این لشکر درگیری محدودی در کارزار مناطق غربی داشت. سپس به جبهه شرقی منتقل شد و در عملیات بارباروسا مشارکت کرد. در ادامه دو سپاه را در نواحی جنوبی روسیه فرماندهی کرد. با سپاه ۱۱ در استالینگراد به محاصره افتاد. اشترکر به عنوان آخرین فرمانده آلمانی خود را تسلیم دشمن کرد و دوازده سال را در اسارت گذراند.

## سال‌های اولیه
کارل اشترکر ۲۰ سپتامبر سال ۱۸۸۴ در رادمانسدورف در پروس غربی زاده شد. پدرش افسر بازنشسته نیروی زمینی بود. قصد داشت همانند پدرش کشیش لوترن بشود. با این وجود خودکشی پدرش در سال ۱۸۹۳، خانواده را در مضیغه مالی گذاشت. بدین ترتیب در دوازده سالگی وارد مدرسه نظامی کوسترین شد. به هر حال عقاید عمیق مذهبی همچنان با او باقی ماند. با نمرات خوبی فارغ‌التحصیل شد و خدمت خود را روز ۱۴ مه سال ۱۹۰۵ با درجه ستوان دوم در هنگ ۱۵۲ پیاده‌نظام در مارینبورگ در پروس شرقی آغاز کرد. سال ۱۹۱۱ آجودان گردان و ماه ژوئن سال ۱۹۱۴ آجودان هنگ شد. همان ماه به درجه ستوان یکم ترفیع گرفت.

## جنگ جهانی اول
در پی آغاز جنگ جهانی اول، هنگ ۱۵۲ پیاده‌نظام در پروش شرقی وارد میدان رزم با نیروی زمینی امپراتوری روسیه شد. اشترکر با این هنگ در نبردهای نواحی تاننبرگ و دریاچه‌های مازوری و تهاجم متعاقب به اراضی لهستان و روسیه مشارکت داشت. ماه ژوئیه سال ۱۹۱۵ به درجه سروان ترفیع گرفت. هنگ او اواخر سال ۱۹۱۶ به نواحی جنوبی فرستاده شد تا تهاجم به رومانی حضور یابد. اشترکر ماه دسامبر سال ۱۹۱۶ به دفتر خطوط آهن نظامی ستاد کل و سپس ماه مه سال ۱۹۱۷ به لشکر پنجاه و دوم پیاده‌نظام در جبهه غربی منتقل شد. آن جا در ستاد توپخانه و هنگ ۱۱۱ پیاده‌نظام خدمت کرد. در درگیری‌های ناحیه رود ان در شمال شرقی پاریس حضور داشت. در ادامه در لشکر دویست و پنجاه و سوم پیاده‌نظام در فرانسه، سپاه ۲۱ و تیپ ۸۴ لندوِر بود.
پس از بهبودی از یک تصادف شدید رانندگی، در لشکر سی‌ام پیاده‌نظام نبردهای بلژیک قرار گرفت. یک روز پیش از آتش‌بس به لشکر پنجاه و دوم سواره‌نظام منتقل شد.

## نیروی پلیس
اشترکر پس از جنگ اوایل سال ۱۹۱۹ به هنگ اولیه خود در پروس غربی بازگشت. آن‌جا در همکاری با فرای‌کور با لهستانی‌ها جنگید. اشترکر در قالب رایشسور قرار نگرفت و روز ۳ ژانویه سال ۱۹۲۰ با درجه افتخاری سرگرد از خدمت در نیروی زمینی مرخص شد. به هر حال سه ماه پیش از این به نیروی پلیس امنیت پروس پیوسته بود. در ابتدا در قرارگاه وستفالی در مونستر قرار داشت. به درجه سرگرد پلیس ترفیع گرفت و مدرس دوره‌های آموزشی پلیس در مونستر و آیکه شد. ابراز انتقادات سیاسی نسبت به حاکمیت مانع از پیشرفت اشترکر یود.
اشترکر سال ۱۹۲۴ به پوتسدام و سال ۱۹۲۷ به برلین منتقل و سال ۱۹۳۱ به مونستر بازگردانده شد. در نهایت سال ۱۹۳۲، در روزهای پایانی دوره جمهوری وایمار، به درجه سرهنگ دوم پلیس ترفیع گرفت. با به قدرت رسیدن آدولف هیتلر در سال ۱۹۳۳، اشترکر از همان ابتدا حامی حاکمیت حزب ناسیونال سوسیالیست بود و در همراهی با اس‌آ در سرکوب کمونیست‌ها همکاری کرد. بدین شرکت به سرعت سال ۱۹۳۳ به درجه سرهنگ و سال بعد به درجه سرتیپ پلیس ترفیع گرفت و مسئول منطقه اشتتین شد. البته اشترکر ملتزم به عقاید مذهبی، با سیاست یهودی‌ستیزی در حال رواج مخالف بود.

## ورماخت
در جریان گسترش نیروهای مسلح آلمان، اشترکر ماه ژوئن سال ۱۹۳۵ به نیروی زمینی بازگشت. در ابتدا فرمانده پایگاه نظامی شماره ۱ در نویشتتین شد و سپس روز ۱ آوریل سال ۱۹۳۷ به فرماندهی هنگ ۴ پیاده‌نظام در کولبرگ در پروس شرقی منصوب گشت. روز ۱۰ نوامبر سال ۱۹۳۸ به عنوان فرمانده پیاده‌نظام شماره ۳۸ و نایب فرمانده لشکر سی و هشتم پیاده‌نظام در ایدار-اوبرشتاین برگزیده شد. با تقویت احتمال وقوع جنگ، فرماندهی او گسترش یافت و به لشکر هفتاد و نهم پیاده‌نظام مستقر در کوبلنتس و چند نقطه دیگر بدل گردید.

### جنگ جهانی دوم
در پی آغاز جنگ جهانی دوم، لشکر اشترکر درگیری‌های مختصری در جنگ تصنعی در منطقه زار داشت و مشارکت محدودی در نبرد فرانسه نمود. اشترکر مورد وثوق مافوق خود ارتشبد اروین فون ویتسلیبن بود و روز ۱ ژوئن سال ۱۹۴۰ به درجه سرلشکر ترفیع گرفت. یگان او تا اوایل سال ۱۹۴۱ در وظایف حفاظتی در فرانسه باقی ماند.
اشترکر به عنوان کهنه‌سرباز جبهه شرقی جنگ جهانی اول، به شدت مخالف تهاجم به شوروی در سال ۱۹۴۱ بود. به هر صورت لشکر هفتاد و نهم پیاده‌نظام را در جریان آن فرماندهی کرد و در نبردهای نواحی کی‌یف و خارکوف مشارکت داشت. اشترکر در حین ضدحمله زمستانی ارتش سرخ در ناحیه مسکو بیمار شد و ماه ژانویه سال ۱۹۴۲ در زمره افسران ذخیره قرار گرفت. هنگامی که به جبهه شرقی بازگشت فرمانده موقت سپاه ۱۷ شد. روز ۱ آوریل سال ۱۹۴۲ به درجه سپهبد (ژنرال پیاده‌نظام) ترفیع گرفت. اشترکر در جایگاه در نبرد دوم خارکوف مورد توجه سپهبد فریدریش پائولوس، فرمانده ارتش ششم قرار گرفت و روز ۱ ژوئن به فرماندهی سپاه ۱۱ در این ارتش منصوب گشت.
ارتش ششم ماه نوامبر سال ۱۹۴۲ در ناحیه استالینگراد به محاصره افتاد. پس از آن که تلاش این نیرو برای خروج از فرماندهی ممنوع شد و در همین حال اقدام برای نجات آن از بیرون هم به نتیجه‌ای نرسید، فیلدمارشال پائولوس روز ۳۱ ژانویه سال ۱۹۴۳ خود و باقی مانده نیروهایش را تسلیم کرد. سپاه ۱۱ اشترکر که در حین نبرد در قسمت شمالی ارتباطش با بدنه اصلی نیروهای ارتش ششم جدا شده بود، مدتی پس از آن به مقاومت ادامه داد تا این که در نهایت روز ۲ فوریه به عنوان آخرین نیروی آلمانی را تسلیم دشمن شد.

## دوران اسارت
اشترکر را ابتدا به کراسنوگورسک و سپس اردوگاه شماره ۴۸ در وُیکووا بردند. خانواده او چند ماه خبر زنده بودن او را دریافت کردند. اغلب رفتار نسبتا بهتری با او می‌شد. به هر حال تنها پس از سال ۱۹۴۷ بود که نامه‌هایی از خانواده‌اش به او می‌رسید. همانند بسیاری دیگر از آلمانی‌ها، برای اشترکر یک دادگاه نمایشی برگزار شد. گفته می‌شود یک سرهنگ با دو سرهنگ دوم قضات این دادگاه بودند که دو تن از آن‌ها در میانه دادرسی خوابشان گرفت. در نهایت این دادگاه اشترکر را، دقیقا مانند بسیاری دیگر، به ۲۵ سال حبس محکوم کرد.

## پس از جنگ
اشترکر جزو کسانی بود که برخلاف عده‌ای دیگر، با داشتن عقاید ضدکمونیستی در دوره اسارت هیچگاه با شوروی همکاری نکرد. او در نهایت ماه اکتبر سال ۱۹۵۵، در پی مذاکرات کنراد آدناوئر، صدراعظم آلمان غربی، جزو آخرین اسرا آزاد شد و کشورش بازگشت. دوران بازنشستگی خود را در کنار خانواده‌اش در اوبرشتاین آغاز کرد. سپس به دهکده کوچکی در اتریش رفت و خاطرات را خود را نوشت. اشترکر مدعی شد در پایان نبرد استالینگراد در یک پیام رادیویی به درجه ارتشبد ترفیع گرفته است؛ این موضوع با توجه به اعطای چنین ترفیع درجه‌هایی در آن موقعیت می‌تواند صحیح باشد اما برای شخص او تایید نشده است. سپهبد کارل اشترکر در نهایت روز ۱۰ آوریل سال ۱۹۷۳ در ریتسلرن در اتریش درگذشت.

## زندگی شخصی
اشترکر پنج خواهر و برادر داشت. سال ۱۹۲۰، در ۳۲ سالگی، با هِدْویش بورن، دختر شهردار ماریِنبورگ ازدواج کرد. حاصل این ازدواج یک پسر متولد سال ۱۹۲۱ و یک دختر متولد سال ۱۹۲۴ بود.